# Ndémé
Ndémé est un village du Cameroun, rattaché à la commune de Nyanon, situé dans le département de la Sanaga-Maritime et la région du Littoral.

## Population et développement
En 1967, la population de Ndémé était de 415 habitants, essentiellement des Basso. La population de Ndémé était de 620 habitants dont 324 hommes et 296 femmes, lors du recensement de 2005.  